# Hôtel Drouot
 (octobre 2023).
L'article doit être relu — et modifié si nécessaire — par des contributeurs indépendants pour apporter un regard critique aux contributions effectuées en violation des conditions d'utilisation de Wikipédia, tant sur la forme (notamment concernant le style encyclopédique, la proportionnalité) que sur le fond (la neutralité de point de vue, la qualité et l'indépendance des sources).
Pour les articles homonymes, voir Drouot (homonymie).
L'Hôtel Drouot est le principal hôtel des ventes de Paris. 

## Situation et accès
Propriété de Drouot S.A., il est situé 9, rue Drouot.
Avec ses 15 salles de vente aux enchères, l'Hôtel Drouot est une plaque tournante du marché de l'art français et international.
L'Hôtel Drouot est desservi par la ligne 7 à la station Le Peletier et par les lignes 8 et 9 à la station Richelieu - Drouot et par les lignes 32, 39, 74 et 85 du réseau de bus RATP.

## Historique

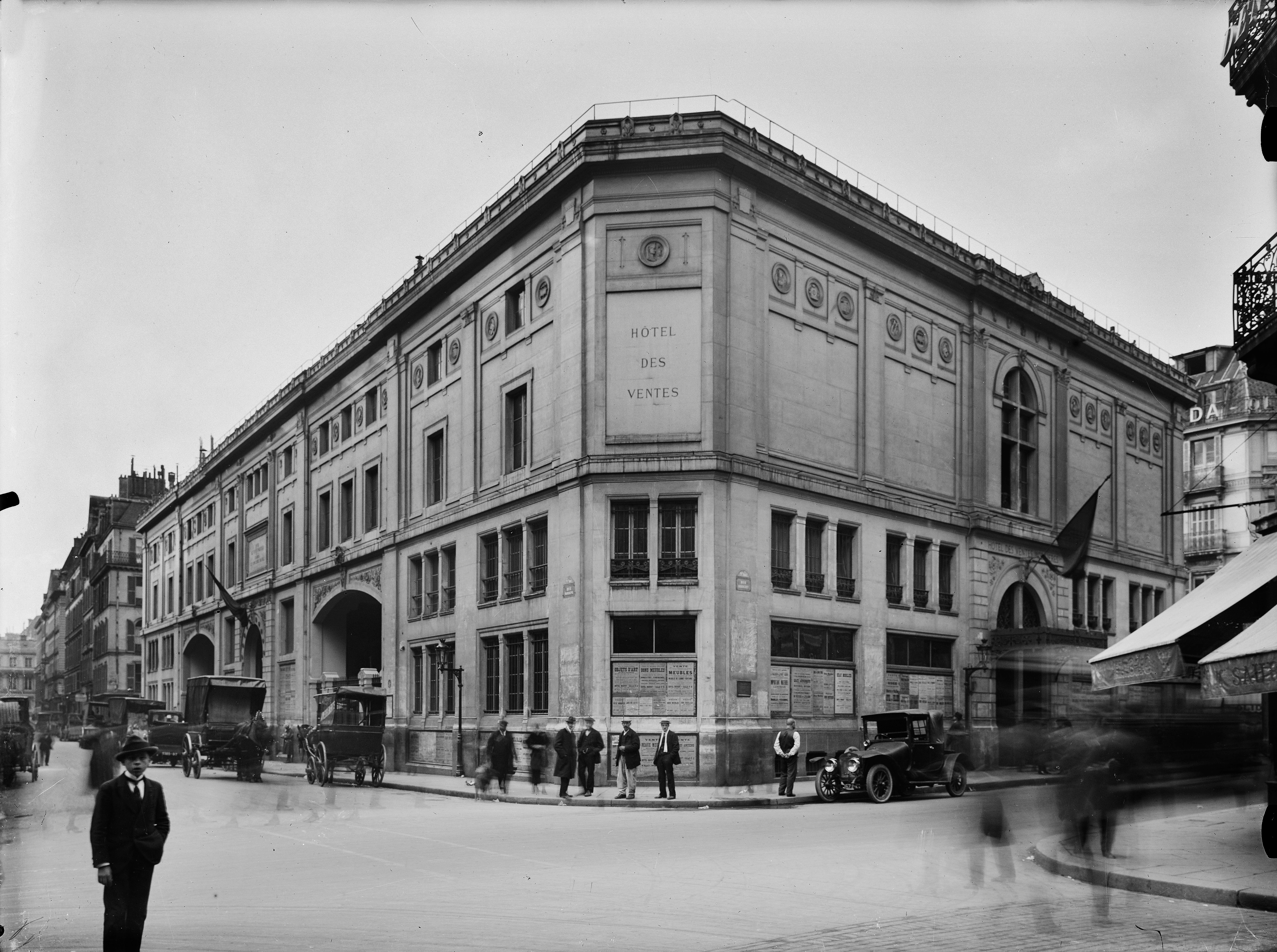
Façade de l'Hôtel des ventes de 1852, dans les années 1900.

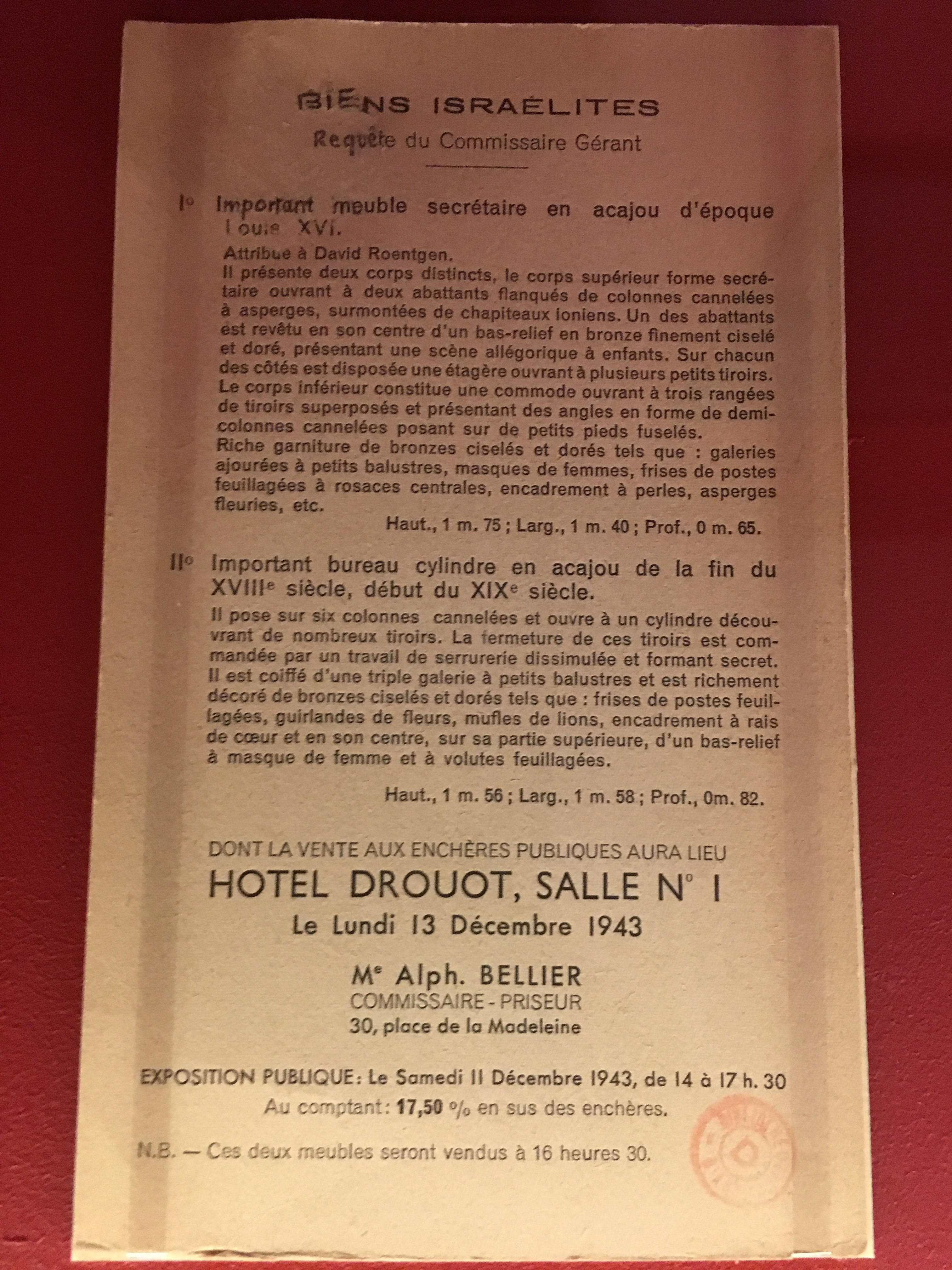
Les biens juifs spoliés étaient vendus à l'Hôtel Drouot par les autorités sous l'Occupation allemande. Dans les années 2020, l'Hôtel Drouot s'est impliqué dans de nombreux travaux de recherche pour rétablir la provenance des biens spoliés,. Ici une page de catalogue intitulée Biens israélites.

Depuis l’avènement des commissaires-priseurs, les ventes avaient lieu, lorsque l’espace y était suffisant, au domicile du vendeur ou, pour les ventes plus importantes, dans des locaux loués spécialement à cet effet. Ce sera notamment le cas de la vente de la collection de gravures et estampes de Jean de Jullienne qui se tiendra dans le grand salon carré du Louvre.
En 1801, est créée la chambre des commissaires-priseurs de Paris qui réorganise la profession. En 1807, face à la difficulté de trouver des lieux pour les ventes et pour permettre aux acheteurs de participer à toutes les ventes sans avoir à se déplacer aux quatre coins de Paris, la chambre décide l'acquisition d'un espace consacré aux ventes aux enchères publiques. Ce sera, à l'unanimité, l'hôtel des Fermes situé 55, rue de Grenelle Saint Honoré (actuelle rue Jean-Jacques-Rousseau). Mais face à la rapide exiguïté du lieu, la Compagnie des commissaires-priseurs décide d’investir l’hôtel Bullion situé à côté du précédent, rue Platrière (actuelle rue Jean-Jacques-Rousseau), ouvrant ainsi, en 1817, 6 salles de vente avec des bureaux et des magasins de stockage.
Paris devient, à cette époque, la capitale mondiale du marché de l'art et, une fois encore, l’Hôtel des ventes se trouve mal adapté et trop petit. La Compagnie parisienne, voulant rester dans le quartier de la Bourse, acquiert, en 1850, le terrain de l’ancien manoir de Pinon de Quincy (actuelle rue Drouot) pour la somme de 438 000 francs et lance un concours d’architecture pour la réalisation du bâtiment. Le 1er juin 1852, l’Hôtel des ventes de Drouot, construit sur les plans de Lejeune et Levasseur, est inauguré. Il compte alors 14 salles réparties sur deux étages, ainsi que l’un des premiers monte-charge hydrauliques de Paris, installé en 1869 par Félix Edoux. Commence alors l’une des périodes les plus fastes de l’Hôtel des ventes avec la dispersion de nombreuses collections néerlandaises, belges, autrichiennes et anglaises ainsi que la vente des joyaux de la Couronne (1887), celle du mobilier de l’hôtel particulier d’Émile Zola (1898) ou celle de la collection de Jacques Doucet (1912).

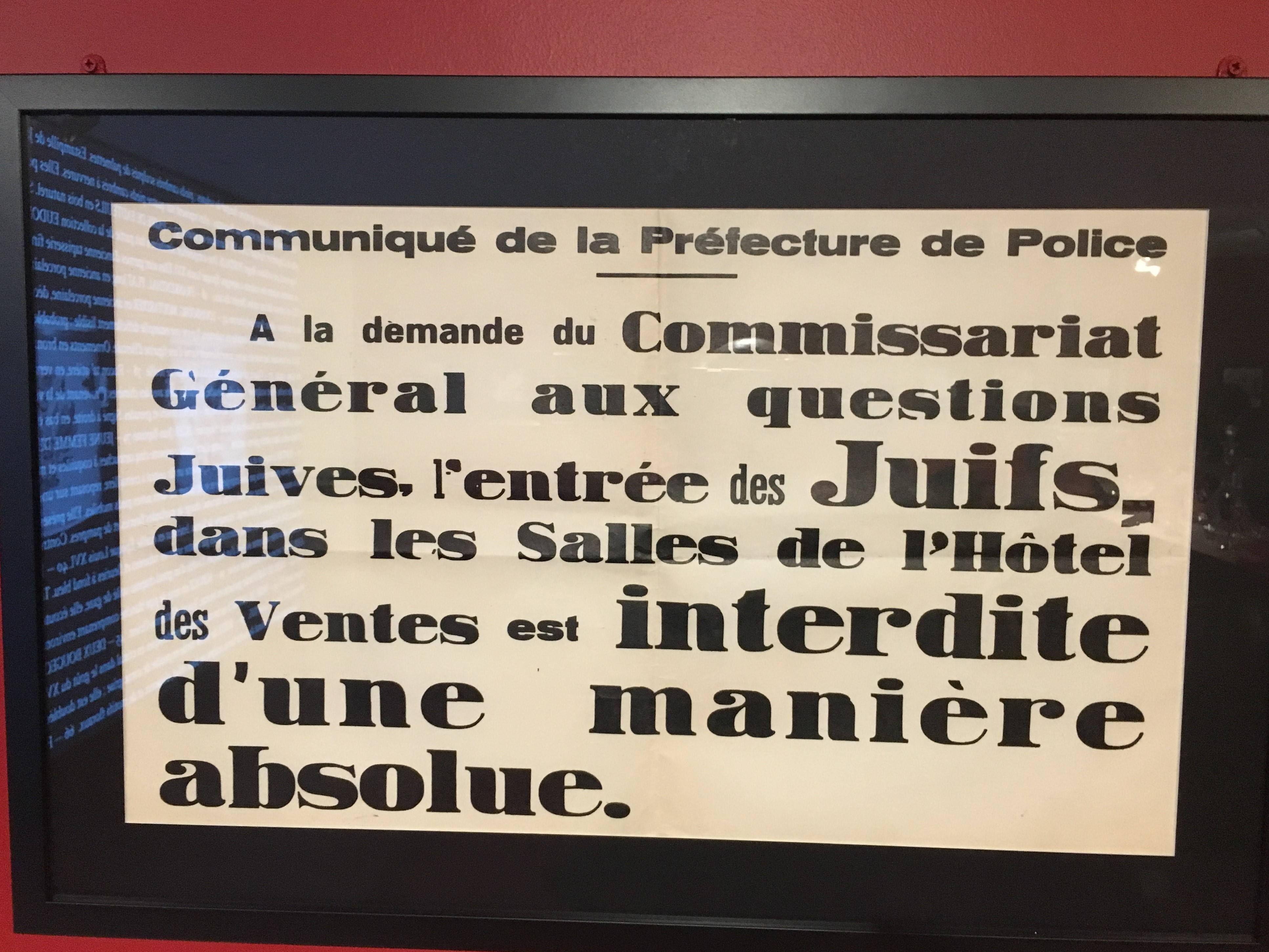
Affiche interdisant l'accès à l'Hôtel Drouot aux Juifs.

Sous l'Occupation, entre 1941 et 1942, plus d'un million d'objets spoliés aux Juifs par l'Einsatzstab Reichsleiter Rosenberg y sont vendus (Hildebrand Gurlitt compte parmi les acheteurs).
En 1951, pour le centenaire de l’Hôtel des ventes et le 150e anniversaire de la Compagnie des commissaires-priseurs, une cérémonie est organisée en présence du président de la République, Vincent Auriol. Pour l’occasion, le Mobilier national présente plusieurs pièces de ses collections, notamment la tapisserie figurant Louis XIV en visite à la manufacture royale des Gobelins.
Victime de son succès, l’Hôtel des ventes doit rapidement être repensé. Ainsi, entre 1976 et 1980, Drouot prend ses quartiers dans l’ancienne gare d’Orsay, actuel musée du même nom, pour permettre la rénovation et la modernisation des bâtiments de la rue Drouot - ceux que nous connaissons aujourd’hui. Le maire du 7e arrondissement proposa d'ailleurs à la Compagnie des Commissaires-priseurs de Paris de rester dans les lieux, profitant ainsi de 20 salles de vente de plain-pied, mais la proposition fut rejetée à une voix. L'actuel bâtiment, inauguré le 13 mai 1980 par Jacques Chirac, dessiné par Jean-Jacques Fernier et André Biro, est une « réinterprétation surréaliste de l'architecture haussmannienne » et reprend une partie des châssis métalliques de l'ancien bâtiment.
En 2009, Drouot lance sa plateforme de ventes aux enchères en live. Ouverte à tous les commissaires-priseurs, elle permet aux internautes d'enchérir d'où qu'ils soient, sans avoir à se déplacer.
En 2011, l'Hôtel des ventes lance son service de ventes aux enchères exclusivement en ligne, qui permet aux études de mettre en ligne des ventes entièrement dématérialisées. Les frais acheteurs sont fixes, et les mêmes pour tous.
En avril 2015, l'Hôtel des ventes ouvre, en partenariat à la branche Prestige de Cremonini un restaurant dans ses murs : L'Adjugé. La chef Amandine Chaignot a créé la carte, le sommelier Jérôme Moreau s'est lui occupé de la carte des vins. Erwan Boulloud, designer, s'est chargé de l'aménagement de l'adjugé, écrin contemporain au sein de Drouot. L'activité de restauration ayant cessé en 2020, le Groupe Drouot cherche une nouvelle vocation pour ce lieu au cœur de l'Hôtel des ventes.
Le 6 juillet 2023, les actionnaires du Groupe Drouot, réunis en Assemblée générale, approuvent l’entrée au capital de Vesper Investissement et du Groupe Chevrillon à hauteur de 30 %,

## Disposition des locaux
Situé 9, rue Drouot à Paris, c’est le plus grand hôtel des ventes du monde (10 000 m2, 200 000 objets vendus par an). Les ventes y ont lieu tous les jours (du lundi au samedi), principalement de 14h à 18h.
- Rez-de-chaussée : Borne d'achat et de consultation des catalogues ; salle de services à la clientèle (Emballage, livraison ThePackengers) ; salle d'expositions et de ventes de prestige designée par Erwan Boulloud. L’Hôtel des ventes est titulaire d’une licence IV.
- 1er étage : 7 salles de vente (no 1 à 7) dont certaines peuvent être réunies (no 1 et 7 ; no 5 et 6), ainsi qu’une salle (no 3) de petite taille et sans magasin, destinée aux ventes de bijoux ou objets de petite taille.
- 2e étage : Bureaux de l’administration de l’Hôtel des ventes et services Drouot Presse et Drouot Communication.
- 1er sous-sol : 7 salles de vente (no 10 à 16) dont une (no 12) de plus petite taille et sans magasin réservée aux ventes de petits objets (timbres, cartes postales, numismatique, etc.).
- 3e sous-sol : un entrepôt où sont conservés les lots vendus (le gardiennage est à la charge de l’acheteur) et les ateliers d’entretien du matériel de l’Hôtel des ventes.

## Les enchères

### La publicité des enchères
C’est une tradition qui remonte au XIXe siècle avec le développement de la presse écrite. C’est ainsi qu’apparaît La Gazette de l'Hôtel Drouot, l’hebdomadaire traitant des ventes aux enchères françaises. Le Moniteur des ventes est aussi né à cette époque. Si pendant longtemps, c’est la façade de l’Hôtel des ventes qui a servi à l’affichage publicitaire, ce sont aujourd’hui des écrans qui annoncent aux visiteurs les ventes et expositions en cours.
L’usage des catalogues de ventes est lui plus ancien. Il sert non seulement à indiquer l’ordre de la vacation et ce qu’elle contient, mais il a aussi un rôle juridique puisqu’il établit l’origine et l’authenticité des biens proposés à la vente. Ces catalogues sont généralement disponibles quinze jours avant les ventes, pendant les expositions et la vente. Leur prix varie entre 2 et 50 euros (parfois plus) et ils sont disponibles à l’entrée de l’Hôtel des ventes. Ils sont consultables gratuitement sur le site internet Drouot.com en amont des ventes.

### Le déroulement des enchères
Il existe deux types de ventes :
- Les ventes dites « cataloguées », c’est-à-dire dont les lots ont fait l’objet d’une description écrite préalable et inscrite dans un catalogue en fonction de l'ordre de la vacation.
- Les ventes dites « courantes » regroupant des meubles et objets de périodes et valeurs différentes qui ne sont pas décrits dans un catalogue.

Les ventes qui se tiennent à Drouot font l’objet d’une exposition qui a lieu la veille, de 11 h à 18 h (sauf rares exceptions), et le matin même, de 11 h à 12 h. Les ventes du 1er étage disposent, depuis septembre 2020, de deux journées d'exposition préalables à la vente. Les vacations débutent ensuite à 14 h et se finissent, au plus tard, à 18 h. L’estimation des lots varie entre quelques euros et plusieurs milliers d’euros. Lors de l’adjudication d’un lot, l’acheteur doit verser entre 24 % et 30 % de frais en plus, auxquels s’ajoutent la TVA (19,6 % ou 5,5 % pour les livres).
Les enchères peuvent être portées par un tiers mandaté, il peut s’agir du commissaire-priseur (ou de l’un de ses représentants), de l’expert ou du crieur. Ces ordres d’achat peuvent prendre trois formes :
- L’ordre fixe : le mandant autorise le tiers à monter les enchères jusqu’à un plafond.
- L’ordre par téléphone : le mandant est appelé pendant la vente pour porter ses enchères à distance.
- L’enchère automatique : le mandant entre le montant maximal qu’il est disposé à payer pour le lot. Ce montant n’est pas transmis au commissaire-priseur. Le système enchérira automatiquement au fur et à mesure du déroulé des enchères.
- L’ordre par Internet : le mandant suit en temps réel l’évolution des enchères sur Internet et peut ainsi porter directement ses enchères.

## Les métiers de Drouot

### Le commissaire-priseur
Ils sont une centaine à travailler à Drouot, regroupés dans 59 sociétés de ventes volontaires (liste).
Le 20 janvier 2014, le Conseil des ventes, organisme disciplinaire, condamne la société Europ Auction et deux de ses commissaires priseurs à une interdiction d'exercer allant jusqu'à 9 mois pour une série de manquements et d'infractions (enchères fictives, publication de faux résultats, non-paiement des vendeurs...) révélateurs des difficultés de la profession à assurer la transparence de ses activités.

### Le clerc de commissaire-priseur
Le clerc assiste le commissaire-priseur, il procède aux inventaires et estimations, il organise les ventes et est souvent le lien avec la clientèle. Il existe deux catégories de clercs :
- Le clerc attaché au service exclusif d'une étude.
- Le clerc qui travaille pour plusieurs commissaires-priseurs, c'est souvent le cas du clerc au procès-verbal de vente (rédacteur du procès-verbal).

### Le crieur
C'est, comme son nom l'indique, celui qui annonce les enchères et donne un rythme à la vente. C'est aussi le lien entre le commissaire-priseur et la salle : il remet les bulletins et prend les preuves de paiement et l'identité des acheteurs. Il est aussi habilité à prendre des ordres d'achat pour autrui.

### Les manutentionnaires et l'affaire des cols rouges
La manutention au sein de l'Hôtel des ventes était, depuis sa création, à la charge de l'Union des commissionnaires de l'Hôtel des ventes (UCHV).
Le 21 juillet 2010, l'UCHV est mise en examen en tant que personne morale pour association de malfaiteurs, complicité de vol et recel de vol en bande organisée, assorties d'un contrôle judiciaire à compter du 1er septembre 2010. Cela fait suite à une première vague d'interpellations au mois de décembre 2009 pour une affaire remontant à 2004. Les 110 manutentionnaires sont interdits d'exercice à partir du 1er septembre 2010. Le soupçon de détournement d'œuvres au cours des ventes ainsi qu'au sein des demeures de particuliers lors des successions donne lieu début août 2010 à 21 interpellations dans un premier temps.
L'UCHV a été dissoute le 22 septembre 2010. En réponse à l'appel d'offre lancé par Drouot Holding, c'est la société André Chenue qui a été retenue pour assurer la manutention des objets dans l'Hôtel des ventes. Depuis novembre 2011, ce marché a été ouvert et d'autres entreprises telles qu'Art Services Transport ont obtenu « l'agrément transporteurs », décerné par Drouot. Les manutentionnaires sont identifiables à leur tablier noir et cravate rouge.

## À voir aussi

### Grandes ventes
- Du 17 au 29 février 1864 : vente de tableaux, dessins, eaux-fortes et lithographies par suite du décès d’Eugène Delacroix [19]; les plâtres, les chevalets, les ustensiles et les objets d’atelier seront vendus le 1er mars de la même année, à l’atelier d’Eugène Delacroix, au no 6 de la rue Furstenberg.
- 27 avril 1867 : vente après décès du peintre Ingres. La vente totalise 139 630 francs de l’époque (soit 2 832 499 francs de 2001 et 431 811 euros). La célèbre Odalisque appartenant à Monsieur Marcotte atteignit à l’époque la somme de 44 000 francs (soit environ 136 071 euros actuels)[20].
- 24 mars 1875 : première vente impressionniste. L’expert est Monsieur Durand-Ruel et les artistes proposés sont Monet, Renoir, Morisot, Sisley[21]. De nombreux tableaux furent achetés ou rachetés par Durand-Ruel et par les artistes eux-mêmes.
- Du 24 au 29 janvier 1881 eut lieu une vente d'objets d'art et de curiosité provenant du musée Carnavalet - Histoire de Paris. Cette vente fut décidée par le conseil municipal. 951 objets d'art plus 91 d'objets de curiosité, de meubles et d'instruments de musique furent dispersés. Le commissaire priseur était Maître Pillet, l'expert Manheim. Paul Eudel décrit cette vente dans son ouvrage L'Hôtel Drouot en 1881 : « On a enfin terminé cette semaine la liquidation du magasin Carnavalet. Tout s'est heureusement, dans l'intérêt général, vendu très cher. La vente a produit 108 211 francs. j'ai vainement cherché un objet ayant atteint mille francs. Je n'en ai pas trouvé !… »[22].
- Les 4 et 5 février 1884 : de nouveau des tableaux modernes avec la vente Manet. Au nombre des œuvres proposées, Olympia est acquise par Monsieur Jacob pour la somme de 10 000 francs (soit 189 872 nouveaux francs et 28 945 euros) et Le Balcon pour la somme de 3 000 francs (soit 51 961 nouveaux francs et 8 683 euros) par le peintre Caillebotte[23].
- 5 décembre 1892 : vente de la collection Thoré-Bürger (journaliste et critique d’art), composée de tableaux anciens remarquables dont plusieurs Vermeer[24].
- Les 20 et 21 décembre 1893 : Me Coulon dirige la vente après décès de Guy de Maupassant, composée d’aquarelles, tableaux, pastels, tapisseries, tentures, tapis meubles, bronzes, faïences, porcelaines et argenterie[25].
- Du 15 au 17 février 1897 : vente des dessins, aquarelles et pastels du XVIIIe siècle composant la collection des Frères Goncourt[26]. Total de la vente : 695 729 francs[27]. Puis du 22 au 24 février 1897 : vente des objets d’art et d’ameublement du XVIIIe siècle, bronzes d’art et d’ameublement, meubles, composant la suite de leur collection. Total de la vente : 229 526 francs. Total des deux ventes : 925 255 francs[28].
- Novembre 1910 : collections Nissim de Camondo dont d’importants bijoux vendus les 14 et 15 novembre, des tableaux anciens et modernes[29], dont un Gustave Courbet, Chasseurs en forêt, adjugé 18 100 francs à Durand-Ruel[30] vendus le 18 novembre, et des objets d’art et d’ameublement vendus du 21 au 23 novembre.
- 2 mars 1914 : vente de la Peau de l’Ours appartenant à Monsieur Level, une des plus originales du début du siècle tant par sa constitution que par son fonctionnement. Association d'amis qui décidèrent de constituer ensemble une collection en achetant des œuvres d'artistes plus ou moins inconnus tels Matisse, Picasso, Derain, Van Gogh etc.[31]. Ils se répartirent les œuvres qui restaient propriété de tous. Dès l'origine était prévue une limite à l'existence de l'association. C'est ainsi qu’à la veille du conflit mondial, eut lieu la vente qui fut un succès marchand international et une date importante pour l'histoire de l'art et des artistes à « l'avant-garde » de l'époque. L'immense bénéfice qui résulta de la vente permit de rembourser largement l'investissement des associés.
- Du 9 au 11 mars 1955 : succession Derain en 4 ventes[32]. 2 ventes se tiennent à Drouot et 2 ventes à la Galerie Charpentier.
- 8 novembre 1972 : Ancienne collection Jacques Doucet[33] qui consacre le mobilier Art Déco[34].
- 1987 – 1988 : Trois vacations sont consacrées à la collection Georges Renand, regroupant un ensemble exceptionnel d'œuvres romantiques, impressionnistes et modernes, pour un produit total de 227 millions de francs.
- 28 octobre 1999 : dispersion de la collection consacrée à Jacques-Émile Rulhmann par Geneviève et Pierre Hebey[35], à Drouot Montaigne.
- Les 29, 30 et 31 mai 2002 : succession de la Princesse Soraya, première épouse du Shah d’Iran, comprenant notamment d’exceptionnelles pièces de joaillerie, à Drouot Montaigne[36].
- Du 1er au 18 avril 2003 : les 5 000 lots de la collection « André Breton, 42 rue Fontaine », témoignant de l’érudition et de la curiosité de cette grande figure intellectuelle, sont dispersés au cours de 21 vacations[37].
- Les 17 et 18 juin 2006 : collection Vérité, l’une des plus importantes ventes d’art primitif jamais organisée. Total de la vente 44 millions d'euros. La plus haute enchère, 5 millions d'euros, alors record mondial absolu pour l'art tribal, se porte sur un masque ngil fang du Gabon[38].
- Les 2 et 3 octobre 2006 : succession Brassaï célébrant la photographie du XXe siècle à travers l'œuvre de l’artiste, à Drouot Montaigne. Trois records mondiaux étaient prononcés au cours de cette vente qui totalise 5 millions d'euros[39].
- Les 26 et 27 mai 2009 : succession du Mime Marceau. Les 900 lots représentant l’intégralité de sa succession étaient vendus sur ordonnance du tribunal et totalisaient 559 000 € frais inclus[40].
- Du 5 au 8 avril 2011 : ancienne collection Paul-Louis Weiller. Pas moins de 7 enchères millionnaires frais compris étaient enregistrées, pour une vente totalisant 23 773 469 € frais compris, dans différentes catégories : art chinois, art russe, peinture ancienne, mobilier ancien[41]...
- Décembre 2015 : première vente, par la Maison Pierre Bergé et associés, de la dispersion de la bibliothèque de Pierre Bergé, rassemblant environ 1 600 livres, partitions musicales et manuscrits précieux datées du XVe au XXe siècle. La première vente a totalisé un montant d’enchères de 11 687 380 €, frais inclus. La vente incluait notamment le premier manuscrit de Nadja par André Breton (lot 166), les épreuves corrigées par Verlaine des Poètes maudits (lot 105), le manuscrit autographe Les Journées de Florbelle de Sade (lot 56) ou encore un exemplaire dans sa première reliure en vélin des Œuvres de 1555 de Louise Labé (lot 14) [42],[43].
- Le 16 février 2016 : Vente par l’étude Binoche et Giquello de meubles de Paul Iribe et de 5 bronzes d'Auguste Rodin issus de la collection du galeriste Jean de Ruaz. Parmi ces bronzes, une épreuve du Baiser, adjugée à 2,2 millions d’euros[44].
- Le 21 juin 2016 : dispersion de la collection arts d’Asie de la famille Portier. Parmi les 90 lots mis en vente, des grès anciens et de rares estampes, parmi lesquelles L’Amour caché  de Kitagawa Utamaro, adjugé à 745 800 € (frais inclus)[45],[46].
- Les 7 et 8 novembre 2016 : Vente des collections du Château de Villepreux : pièces de mobilier, objets d’arts, mais aussi le contenu particulièrement riche de la bibliothèque du château ont été dispersés pour un produit total de 3 800 000€[47].
- Le 15 décembre 2016 : vente de la succession Madeleine Meunier, comprenant 80 lots d’art africain et océanien et soixante lots d’archéologie. Ces objets étaient issus des collections d’Aristide Courtois et Charles Ratton, époux successifs de Madeleine Meunier et grands collectionneurs d’arts premiers et d’archéologie[48].
- Le 31 janvier 2017 : vente d’une collection de majoliques (faïence italienne des XVI et XVIIe siècles) provenant de la succession de Madame Jean-Pierre Guerlain. Les 29 lots mis en vente ont été dispersés pour un total de 1,1 million d’euros frais compris[49].
- Entre décembre 2017 et novembre 2022 : dispersion de la collection Aristophil, considérée comme l’une des plus belles collections de manuscrits et autographes au monde, à la suite du scandale dont a fait l’objet la société. Cette dispersion s’achève le 16 novembre 2022 à l'issue d'une 55e et dernière vente. Le produit de l’ensemble de ces ventes dépasse les 100 millions. On note également 335 préemptions[50],[51],[52].
- Le 11 décembre 2019 : la collection d’Art moderne et contemporain Colette Creuzevault est vendue à Drouot. Elle comprenait notamment des œuvres de César ou encore Germaine Richier[53].
- Le 5 décembre 2022 : Succession Denise René. Mise en vente de la collection personnelle de la galeriste, parmi laquelle figurent des grands noms de l’abstraction et de l’art cinétique[54].
- Le 28 septembre 2023 : Dispersion d’une partie de la collection d’art de Gérard Depardieu. Plus de 250 tableaux, dessins et sculptures parmi lesquels des œuvres de grands maîtres des XIXe et XXe siècles, ont été mis en vente pour un produit total de 4 millions d’euros[55].
- Le 10 octobre 2023 : Mise en vente d’une partie de la collection de tapisseries de la Galerie Chevalier. 114 tapisseries des Flandres et des Manufactures françaises, tapis orientaux, européens et textiles archéologiques ont été dispersés à l’Hôtel Drouot, totalisant plus de 2 millions d’euros. Cinq tapisseries ont fait l’objet de préemptions[56].

### Records de vente à l'Hôtel Drouot
- Une aiguière chinoise en laque noire, provenant de la collection de M. Strycker, a été adjugée 1 350 000 € le 5 décembre 2007, par la maison de ventes Piasa. Elle constitue le record mondial pour un objet d'art en laque[57].
- Avec un montant total de 3 350 000 € et plus de 20 000 visiteurs pendant les expositions et les neuf vacations, la vente aux enchères du mobilier de l’hôtel Royal Monceau, qui s'est tenue du 19 au 22 juin 2008, bat tous les records dans ce domaine[58].
- Le 17 juin 2009, « Le Penseur », taille originale (soit 72,5 cm), par Auguste Rodin, a été adjugé 2 560 000 € (soit 3 095 808 € frais compris), constituant ainsi le record mondial de cette œuvre[59].
- Un record mondial a été battu pour une œuvre du sculpteur Pablo Gargallo vendue 683 200 € (frais compris) par la société de ventes volontaires Brissonneau Daguerre, le 20 novembre 2009[60].
- En 2012, un album impérial de la dynastie Ming a été vendu à 7 800 000 €[61].
- 21 juin 2016 : L'amour caché (Fukaku shinobu koi), une estampe par Kitagawa Utamaro est adjugée par l'étude Beaussant Lefèvre en collaboration avec Christie's 745 800 € frais inclus. Il s'agit d'un record mondial, à la fois pour l'artiste, mais surtout pour une estampe japonaise[62].
- 14 décembre 2016 : un cachet impérial d'époque Qianlong a été vendu 21 millions d'euros par la maison Pierre Bergé & Associés. Il s'agit d'un record mondial pour un cachet. Provenant d'une collection particulière, ce cachet impérial est demeuré dans la même famille depuis son acquisition, à la fin du XIXe siècle, par un jeune collectionneur qui fut médecin dans la Marine[63].
- Le 15 décembre 2016, un appuie-tête en bois Luba-Shankadi de la République Démocratique du Congo atteint 2 295 078 € lors d’une vente réalisée par Millon en collaboration avec Christie's. C’est un record mondial[64].
- Le 13 octobre 2017, sous le marteau de la société Art Richelieu, Astérix le Gaulois – Le Tour de Gaule d’Astérix, l’une des deux couvertures originales d’Astérix le Gaulois, a été adjugée à 1 449 000 €, marquant un record mondial pour une œuvre d’Albert Uderzo[65].

## Drouot au cinéma
- Le film Comment voler un million de dollars débute dans une salle aux enchères de l'Hôtel Drouot par la vente d'un (faux) Cézanne.
- L'une des scènes du long métrage de Pascal Chaumeil, L'Arnacœur (2010), se déroule dans les salles de Drouot-Montaigne lors d'une vente d'œnologie, dirigée par maître Dominique Giafferi, véritable commissaire-priseur.
- Une partie du film Fauteuils d'orchestre (2006) se déroule dans les salles de Drouot-Montaigne où le riche hommes d'affaires interprété par Claude Brasseur décide de vendre l'ensemble de la collection d'art moderne qu'il a constituée au cours de sa vie.

## Drouot dans la chanson
- La chanteuse Barbara, dans son album L'Aigle noir (1970), consacre une chanson à l'Hôtel des ventes, intitulée Drouot.

## Anecdotes
- Le 14 décembre 2009, a eu lieu à l’Hôtel Drouot à Paris, la mise en vente aux enchères d'un tronçon de l’escalier hélicoïdal de la tour Eiffel. Le tronçon de 18 mètres a été adjugé 180 000 € (hors frais) par maître Lucien.
- En 1976, c'est à Drouot (gare d'Orsay) que fut mis aux enchères l'ancien orgue du Gaumont-Palace de Paris. Il fut acheté par la ville de Nogent-sur-Marne, et remonté dans le pavillon Baltard.

## En savoir plus